# Шатенштейн, Давид Исаевич
Дави́д Иса́евич (Ша́евич) Шатенште́йн (1899—1952) — советский физиолог; доктор медицинских наук, профессор.

## Биография
Родился в Вильно в семье врача Шаи Лейбовича (Исая Львовича) Шатенштейна (1871, Панемуне — ?) и Гедвиги Лейзеровны Шатенштейн (урождённой Камбер). Брат — физикохимик Александр Исаевич Шатенштейн. Отец жил и практиковал по адресу Немецкая улица, дом № 22, кв. 17. В 1915 году семья переехала в Лиду.
В 1918 году с золотой медалью окончил гимназию в Москве. В 1918—1919 годах регистратор биржи труда, статистик военпродбюро ВЦСПС, в 1919—1920 — секретарь отдела главполиткульта.
С 1923 года, окончив медицинский факультет МГУ, работал в терапевтической клинике университета: научный сотрудник, ассистент (с 1927). В 1929—1936 годах в учреждениях РККА: помощник начальника санитарной части и руководитель психофизиологической лаборатории артиллерийской школы (Одесса), с 1931 — начальник физиологического отдела Научно-исследовательского и испытательного санитарного института РККА.
В 1936—1948 годах преподавал на кафедре физиологии 2-го Московского медицинского института: доцент, с 1939 — профессор. В 1941—1943 годах в Омске, куда был эвакуирован институт, исполнял обязанности заведующего кафедрой фармакологии.
С 1948 года заведовал лабораторией физиологии труда и профзаболеваний АМН СССР, с 1951 — кафедрой нормальной физиологии Минского медицинского института.
Похоронен в Москве на Введенском кладбище (в источниках ошибочно указывается Новодевичье кладбище).

## Научная деятельность
В 1938 году присвоено учёное звание доктора медицинских наук.
Основные направления исследований:
- физиология труда, теория утомления[2];
- влияние внушения на органы слуха[3].

Доказал ведущую роль корковых процессов в регуляции реакций организма на работу.
Автор более 50 научных работ.

### Избранные труды
- Шатенштейн Д. И. Регуляция физиологических процессов при работе : (Мат-лы к теории утомления). — М.; Л.: Наркомздрав СССР: Медгиз, 1939. — 180 с.
- Шатенштейн Д. И., Чаркин М. Д., Косяков К. С., Котов Г. И. Высокогорный туристский поход : Альпиниада РККА 1933 г. : [Восхождение на Эльбрус. Влияние его на здоровье участников] / Под ред. Е. Г. Могилевича. — М.: Гос. воен. изд-во, 1934. — 48 с.

## Награды
Медали.

## Внешние ссылки
- Шатенштейн Давид Исаевич (14(26).08.1899 — 1952). Заведующие кафедрами и профессора. Белорусский государственный медицинский университет. Дата обращения: 18 июля 2016.